# Jorge Ferrari Hardoy
Jorge Ferrari Hardoy (Buenos Aires, 1914 - 1977) fue un arquitecto y diseñador argentino, especialista en planeamiento urbanístico y vivienda, se interesó enormemente, a mediados de los años 30, por el diseño interior. La Silla BKF es su diseño más conocido.

## Trayectoria
Estudió hasta 1937 en la Escuela de Arquitectura de la Universidad de Buenos Aires, perteneciente por aquel entonces a la Facultad de Ciencias Exactas, Físicas y Naturales. Tras su paso por la escuela, viajó a Europa con el objeto de pasar una temporada en París con su compañero de estudios Juan Kurchan. En 1937 trabaja en el estudio de Le Corbusier, donde coincide con Antonio Bonet. Fue un gran seguidor de los postulados de Le Corbusier, quien como representante del Congreso Internacional de Arquitectura Moderna ("Congres Internationaux d'Architecture Moderne" CIAM), tenía un interés especial en Iberoamérica. Ambos trabajaron para el Plan Regulador de Buenos Aires, del que fue nombrado director en 1947. Como urbanista, Ferrari Hardoy estuvo involucrado en los planes reguladores de Mendoza y San Nicolás, así como en la reconstrucción de la ciudad de San Juan en 1944. Desde 1947 a 1951 trabajó con Jorge Vivanco, Delegado Argentino para el CIAM. Junto a él Ferrari Hardoy fue muy activo como conferenciante en la Escuela Industrial en La Plata, Escuela de Arquitectura y Urbanismo de la Universidad del Litoral y en la Universidad de Buenos Aires.

## Movimiento Moderno y Grupo Austral
Ferrari Hardoy perteneció a la generación de arquitectos argentinos que adoptaron las ideas del Movimiento Moderno. Como miembro fundador del Grupo Austral, continuó junto con sus colegas Juan Kurchan y Antonio Bonet i Castellana el trabajo de los comités de los CIAM y CIRPAC, “Comité Internacional para la Resolución de los Problemas de la Arquitectura Contemporánea" ("Comité International pour la Résolution des Problèmes de l’Architecture Contemporaine").
El Grupo Austral se planteó en teoría y práctica, aspectos de la arquitectura contemporánea, tomó parte en exposiciones, concursos y conferencias. Además, los miembros del grupo investigaron activamente ideas y favorecieron el intercambio de experiencias con otros arquitectos de diversos países. Publicaron la Revista Nosotros, organizaron eventos culturales, e involucraron en su trabajo a pintores, escultores, músicos, fotógrafos, médicos, sociólogos y educadores.

## Silla BKF

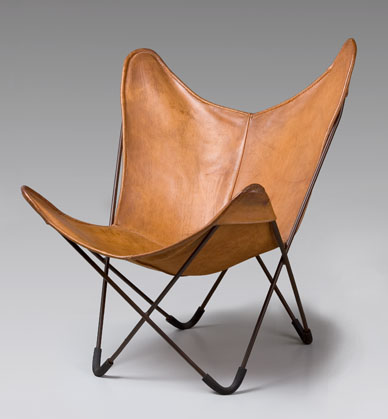
BKF Chair

Junto con Bonet y Kurchan, Ferrari Hardoy diseñó en 1938 la silla BKF, cuyo título original es la sigla compuesta por las letras iniciales de los apellidos de los creadores, aunque es más conocida como la “Silla Mariposa”. Combina piel y acero, y pretendía difundir la fusión entre la artesanía y la producción industrial. Obtuvo en 1940 el Premio de la Comisión Nacional de Cultura y el Primer Premio de la Comisión Nacional de Bellas Artes.

## Proyectos destacados
- Edificio residencial en O´Higgins 2319, en colaboración con Juan Kurchan. Buenos Aires, 1940 - 41.
- Edificio residencial Los Eucaliptus, en colaboración con Juan Kurchan. Buenos Aires, 1941 - 43.
- Estudio del Plan Regulador de Buenos Aires, en colaboración con Le Corbusier. Buenos Aires, 1947.
- Edificio residencial en Figueroa Alcorta 3492. Buenos Aires, 1951.
- Reorganización de la Facultad de Arquitectura y Planeamiento de la Universidad del Litoral. Buenos Aires, 1956.
- Edificio residencial Las Heras. Buenos Aires, 1958.
- Edificio residencial Arenales. Buenos Aires, 1958.
- Casa Guerrero. Buenos Aires, 1959.
- Edificio residencial Moldes. Buenos Aires, 1960.
- Edificio residencial French. Buenos Aires, 1965.